# Hidden Path Entertainment
Hidden Path Entertainment (también conocida como Hidden Path) es una compañía estadounidense desarrolladora de videojuegos con sede en Bellevue, Washington. 

## Historia
Fue fundada en 2006 por Michael Austin, JimGarbarini, McCoy Dave, Jeff Pobst y Terrano Mark. En el 2008, Hidden Path dio a conocer su primer título original, Defense Grid: The Awakening para PC y en 2009 para Xbox. Un título descargable, Defense Grid fue aclamado por su toque único en la modalidad torres de defensa, el cual ha vendido más de medio millón de unidades desde su lanzamiento. En 2009, comenzó a trabajar con Valve Software para contribuir y ayudar en mantener uno de los títulos con más éxito, aclamados por la crítica y el público, Counter-Strike: Global Offensive, el cual fue lanzado por primera vez en 2012.
De acuerdo con Valve, la razón por la que a menudo colaboran con Hidden Path Entertainment, es que se han conocido durante algún tiempo y sus oficinas están "a la vuelta de la esquina". Hidden Path también ha contribuido en Left 4 Dead 2.